# Mérida (Venezuela)
Santiago de los Caballeros de Mérida, nazývané nejčastěji pouze Mérida, je hlavní město obce Libertador a státu Mérida a jedno z důležitých měst venezuelských And. Leží v nadmořské výšce kolem 1 600 metrů, na pláni v údolí řeky Chama. Založena byla v roce 1559, jako součást místokrálovství Nová Granada, ale později se stala součástí generálního kapitanátu Venezuely a hrála důležitou roli ve válce za nezávislost (1810—1823).
Žije zde více než 200 tisíc obyvatel a v metropolitní oblasti kolem 350 tisíc. Je to hlavní centrum vzdělání a turismu v západní Venezuele, sídlo prestižní Andské univerzity (Universidad de los Andes) a arcidiecéze. Nachází se zde Teleférico de Mérida, nejvyšší a druhá nejdelší lanovka na světě, která umožňuje výstup na nejvyšší vrchol Venezuely, Pico Bolívar.